# 울산역
울산역(Ulsan station, 蔚山驛)은 대한민국 울산광역시 울주군 삼남읍 신화리에 있는 경부고속선의 철도역이다. 부역명은 통도사이나, 통도사와는 거리가 멀리 있다. 원래 좁았으나 이용객이 불편해 2020년 2월 1일로부터 2층이 생겼고, 그 때문에 울산역도 증축되었다. 울산광역시의 외곽인 울주군 삼남읍에 있어서 울산 내 각 지역을 연결하는 리무진버스가 운행되고 있다.
경부고속선의 철도역들 중 마지막으로 건설이 확정된 역이다. 경부고속선 초기 계획에는 경주역을 지나 곧바로 부산역으로 향할 계획이었다. 하지만 당시 울산 지역의 철도교통 여건이 좋지 못했는지라 울산 지역 여론이 고속철도역 유치 운동을 벌였고, 2002년 지방선거에 울산광역시장 후보로 출마했던 송철호 역시 울산 내 고속철도역 설치를 공약으로 내걸기도 했으나 번번히 무산되었다. 때마침 갓 대통령으로 취임한 노무현의 제안으로 2003년 10월 8일 고속철도 울산역 신설 승인을 받았고, 2008년부터 건립을 시작하여 2010년 11월 1일부터 영업을 시작했다. 과거 역명이 보여주는 대표성과 달리 울산의 외곽인 울주군 삼남읍에 지어졌으며, 역 근처에는 경부고속도로 서울산 나들목 및 언양 분기점이 있다. 그럼에도 이용객이 꽤 많다. 또 다른 예외는 포항역. 이유는 울산 시내와의 대중교통 및 도로교통 연계성이 좋고, 울산역 근처는 울산에서 시계외 지역으로 나갈 때 대부분 지나가는 곳인 데다가 울주군 내에서도 역사 소재지인 삼남읍, 삼남 옆에 있는 언양읍 이용객들이 적지 않기 때문이다. KTX 울산역이 영업을 개시하면서 기존 동해남부선 새마을호로 1일 2회만 운행했던 서울행 여객열차와 달리 KTX를 통해 울산에서 서울로 가는 여객열차가 많아졌고, 외곽지에 있음에도 이용률이 나쁘지 않아 영업 개시 후 울산광역시청에서는 KTX 울산역이 국가 교통 거점으로 성장하였다는 평가를 내렸다. 울산역에서 울산광역시의 중심지로 가려면 리무진버스 혹은 시내버스를 이용해야 하며, 인근 양산시의 시내버스도 운행되어 양산 시민들에 접근성도 있다.

## 연혁
- 2003년 11월 14일: 경부고속철도 2단계 중간역 추가(오송역, 김천(구미)역, 울산역)
- 2008년 9월 8일: 경부고속철도 울산역 착공
- 2010년 11월 1일: 경부고속선 2단계 구간 개통과 함께 경부고속철도 울산역 영업 개시.
- 2016년 12월 9일: SRT 운행 개시
- 2031년 부산-양산-울산광역철도 개통예정.

## 역 구조
승강장은 2면 5선이며, 옆에 정차선이 2선, 가운데에 통과선이 2선 있다. 이와는 별도로 2번(행신·서울 방면) 승강장 유리벽 너머에 선로가 하나 더 있다.
- 지하 1층: 기계실
- 지상 1층: 맞이방, 역무실, 역 창구, 편의 시설
- 지상 2층: 회의실, 신호 및 전기 관련실
- 지상 3층: 타는 곳

### 승강장
| ↑경주    |
| ２ \| １ |
| 부산 ↓   |

| 번호 | 노선       | 열차      | 행선지                                |
| ---- | ---------- | --------- | ------------------------------------- |
| 1    | 경부고속선 | KTX · SRT | 부산 방면                             |
|      | 경부고속선 | KTX · SRT | 통과선                                |
| 2    | 경부고속선 | KTX · SRT | 대전 · 수원 · 서울 · 행신 · 수서 방면 |

## 역 주변
- 경부고속도로 서울산 나들목
- 경부고속도로, 울산고속도로 언양 분기점
- 언양시외버스터미널
- 도로교통공단 울산운전면허시험장

## 논란

### 역명 논란
초기에 동해남부선 울산역(현 태화강역)과 구별하기 위해 서울산역으로 가칭 역명을 정했으나 결국에는 울산역으로 지정되었고, 부역명이 인근 도시인 경상남도 양산시의 사찰인 통도사로 지정되어 울산 지역의 종교 단체가 반발하였다. 그러나 한국철도공사의 역명 심의위원회는 심의위원 9명 중 7명의 찬성, 2명의 반대를 얻어 울산역의 부역명을 통도사로 지정하였다.

## 인접한 역
| 경부고속선     | 경부고속선           | 경부고속선 |
| -------------- | -------------------- | ---------- |
| 경주 행신 방면 | KTX 경부고속선       | 부산 방면  |
| 경주 서울 방면 | KTX 경부선 수원 경유 | 부산 방면  |
| SRT            |                      |            |
| 경주 수서 방면 | SRT 경부고속선       | 부산 방면  |